# Rosalind Russell
Rosalind Russell (Waterbury, 4 de junho de 1907 — Los Angeles, 28 de novembro de 1976) foi uma atriz estadunidense.

## Biografia
Rosalind recebeu esse nome depois de uma viagem de seus pais no navio S.S. Rosalind. Educada em um convento, ela teve uma grande liberdade para a sua época: podia tomar as próprias decisões desde muito jovem. A mãe sempre desejou que ela fosse atriz e, com isso, estudou na Academia Americana de Arte Dramática.
Rosalind Russell nunca se apresentou na Broadway mas, em 1934, foi convidada para trabalhar para dois grandes estúdios de Hollywood. Seu primeiro sucesso veio em 1936 com Mulher sem Alma, e durante algum tempo era chamada só para papéis dramáticos. Mas no final da década de 1930 fez duas comédias de muito sucesso: As Mulheres (1939), dirigida por George Cukor, e Jejum de Amor (1940), de Howard Hawks.
Em 1948, junto com seu marido, fundou a Independent Artists, produtora responsável por grande parte de seus filmes. Estreou na Broadway somente em 1953, com a peça Wonderful Town, ganhando um prêmio Tony.
Fez um papel secundário no filme Férias de Amor (1955), de Joshua Logan, estrelado por William Holden e Kim Novak. Era o de uma solteirona frustrada que bebia demais e fazia escândalo num piquenique. Rosalind fez um personagem que poderia lhe valer um Oscar, mas ela não concordou em ser indicada como atriz coadjuvante pelo estúdio (Columbia Pictures).
A atriz foi casada por 35 anos com o produtor Frederick Brisson, com quem teve seu único filho em 1943. Russel morreu aos 69 anos, após uma longa batalha contra o câncer de mama. Encontra-se sepultada no Cemitério de Santa Cruz, Culver City, Califórnia nos Estados Unidos.

## Filmografia
- The Crooked Hearts (1972) (TV)
- Mrs. Pollifax-Spy (1971)

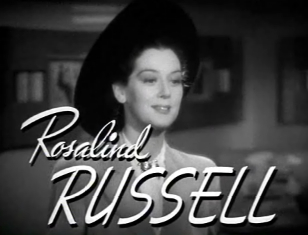
Rosalind Russell em The Feminine Touch (1941)

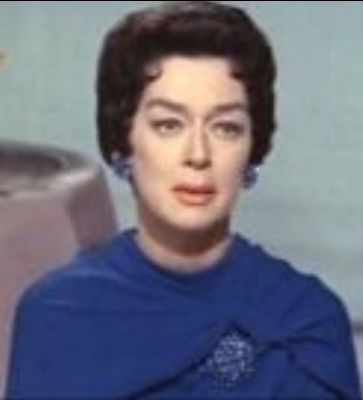
Rosalind Russell em Auntie Mame (1958)

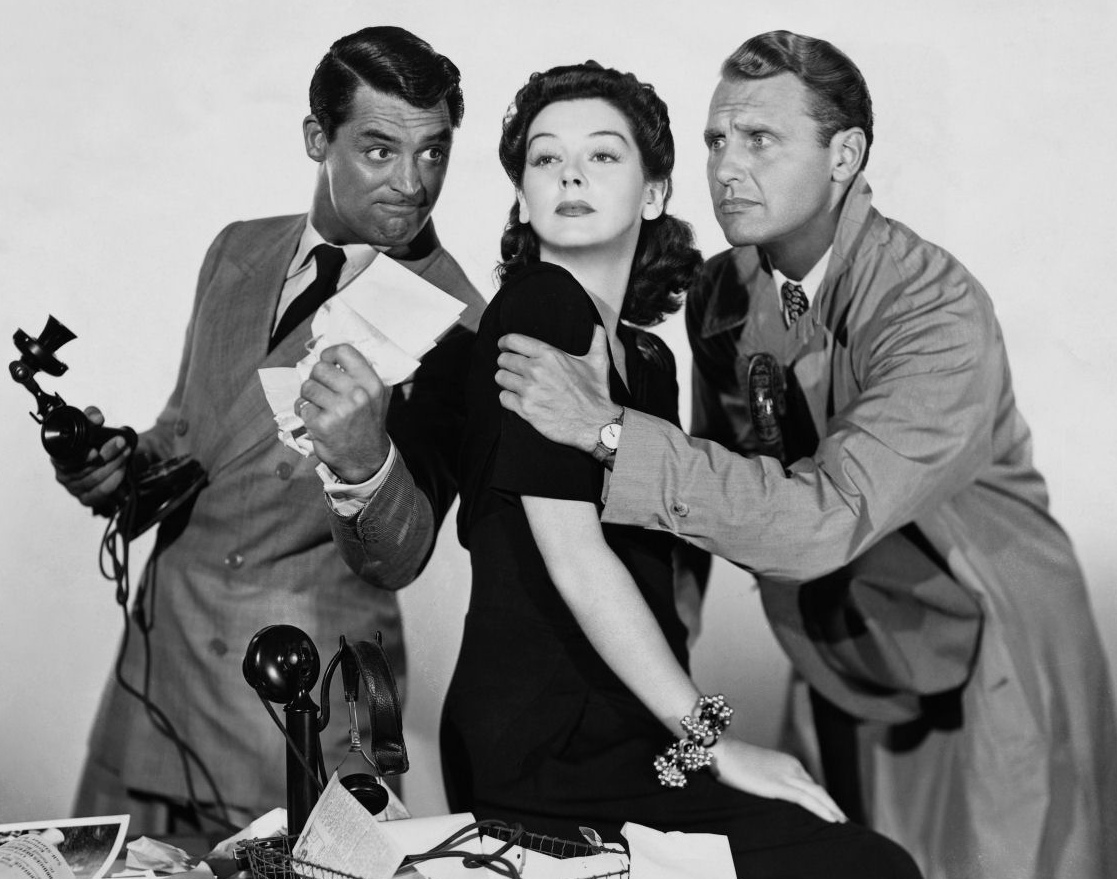
Cary Grant, Rosalind Russell e Ralph Bellamy em His Girl Friday (1940)

- Where Angels Go Trouble Follows! (1968)
- Rosie! (1967)
- Oh Dad, Poor Dad, Mama's Hung You in the Closet and I'm Feeling So Sad (1967)
- The Trouble with Angels (1966)
- Gypsy (1962)
- Five Finger Exercise (1962)
- A Majority of One (1961)
- Auntie Mame (1958)
- Wonderful Town (1958) (TV)
- Picnic (1955)
- The Girl Rush (1955)
- Never Wave at a WAC (1953)
- A Woman of Distinction (1950)
- Tell It to the Judge (1949)
- The Velvet Touch (1948)
- Mourning Becomes Electra (1947)
- The Guilt of Janet Ames (1947)
- Sister Kenny (1946)
- She Wouldn't Say Yes (1945)
- Roughly Speaking (1945)
- What a Woman! (1943)
- Flight for Freedom (1943)
- My Sister Eileen (1942)
- Take a Letter, Darling (1942)
- Design for Scandal (1941)
- The Feminine Touch (1941)
- They Met in Bombay (1941)
- This Thing Called Love (1940)
- No Time for Comedy (1940)
- Hired Wife (1940)
- His Girl Friday (1940)
- The Women (1939)
- Fast and Loose (1939)
- The Citadel (1938)
- Four's a Crowd (1938)
- Man-Proof (1938)
- Live, Love and Learn (1937)
- Night Must Fall (1937)
- Craig's Wife (1936)
- Trouble for Two (1936)
- Under Two Flags (1936)
- It Had to Happen (1936)
- Rendezvous (1935)
- China Seas (1935)
- Reckless (1935)
- West Point of the Air (1935)
- The Casino Murder Case (1935)
- The Night Is Young (1935)
- Forsaking All Others (1934)
- The President Vanishes (1934)
- Evelyn Prentice (1934)

## Prêmios e indicações

#### Oscar
| Ano  | Categoria                        | Indicação                           | Notas    |
| ---- | -------------------------------- | ----------------------------------- | -------- |
| 1943 | Melhor Atriz                     | My Sister Eileen                    | Indicado |
| 1947 | Melhor Atriz                     | Sister Kenny                        | Indicado |
| 1948 | Melhor Atriz                     | Mourning Becomes Electra            | Indicado |
| 1959 | Melhor Atriz                     | Auntie Mame                         | Indicado |
| 1973 | Prêmio Humanitário Jean Hersholt | Por Suas Contribuições Humanitárias | Venceu   |

#### Globo de Ouro
| Ano  | Categoria                                   | Indicação                | Notas  |
| ---- | ------------------------------------------- | ------------------------ | ------ |
| 1947 | Melhor Atriz em Cinema - Drama              | Sister Kenny             | Venceu |
| 1948 | Melhor Atriz em Cinema - Drama              | Mourning Becomes Electra | Venceu |
| 1959 | Melhor Atriz em Cinema - Comédia ou Musical | Auntie Mame              | Venceu |
| 1962 | Melhor Atriz em Cinema - Comédia ou Musical | A Majority of One        | Venceu |
| 1963 | Melhor Atriz em Cinema - Comédia ou Musical | Gypsy (1962)             | Venceu |